# Вінницький трамвай
Ві́нницький трамва́й — вузькоколійна мережа електричного трамвая, що діє у місті Вінниця. Складається з шести маршрутів, на яких працюють переважно швейцарські вагони Be 4/6 Mirage. Власником трамвайної мережі та вінницького тролейбуса є місто, перевезення пасажирів здійснює КП «Вінницька транспортна компанія».

## Історія

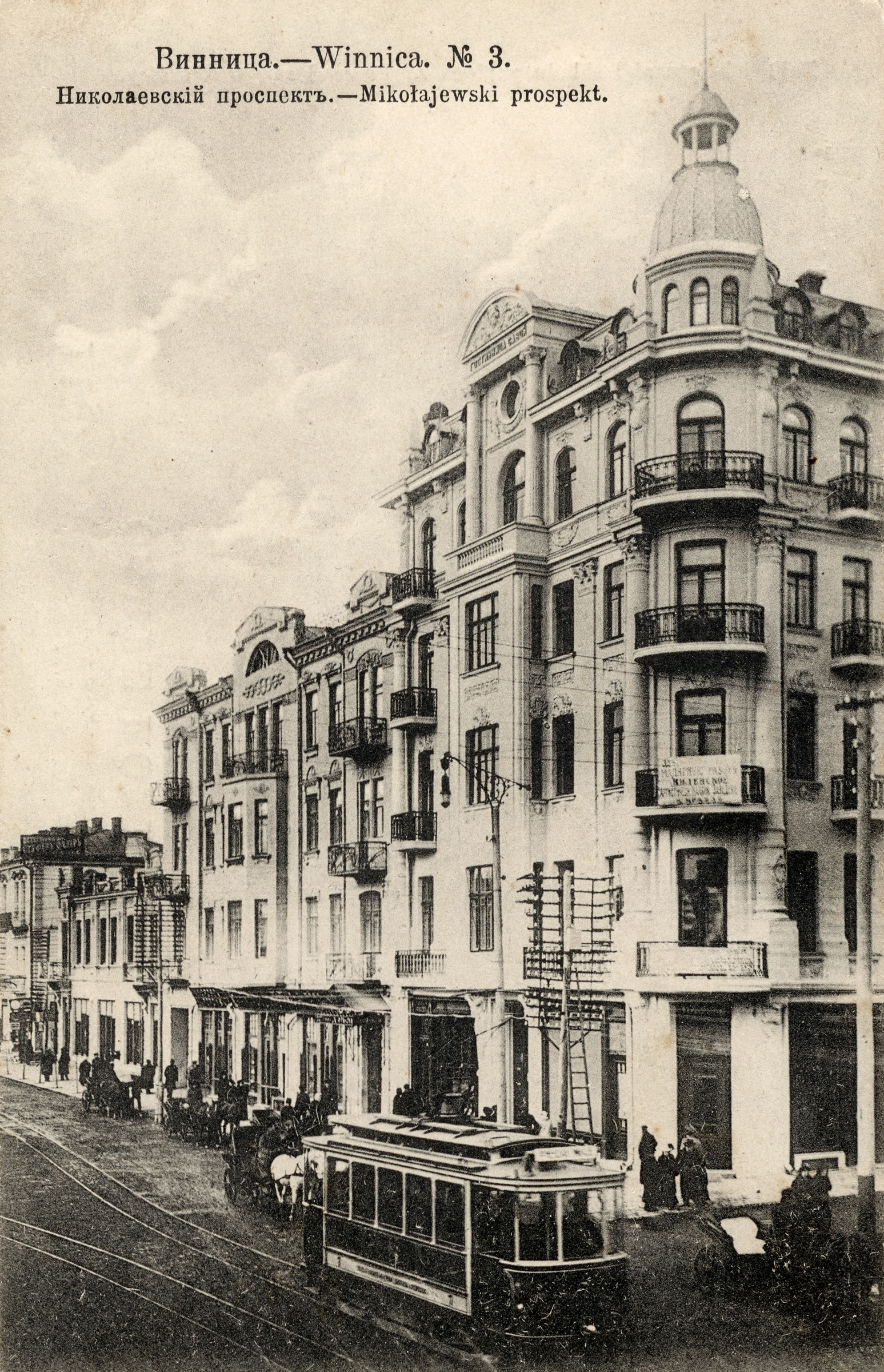
Вінницький трамвай (1913)

Рух електричного трамвая було відкрито у Вінниці 28 жовтня 1913 року за маршрутом «Вокзал — Жіноча гімназія» завдовжки 8,6 км. Навесні 1914 року побудована другу лінію Миколаївським проспектом до Військового містечка. На двох двоколійних лініях працювало 11 трамваїв — двовісні двосторонні вагони фірми MAN. Макет такого вагону, з використанням оригінальних запчастин, був виготовлений в 2003 році з нагоди 90-річчя вінницького трамвая, як пам'ятник встановлений біля трамвайного депо.

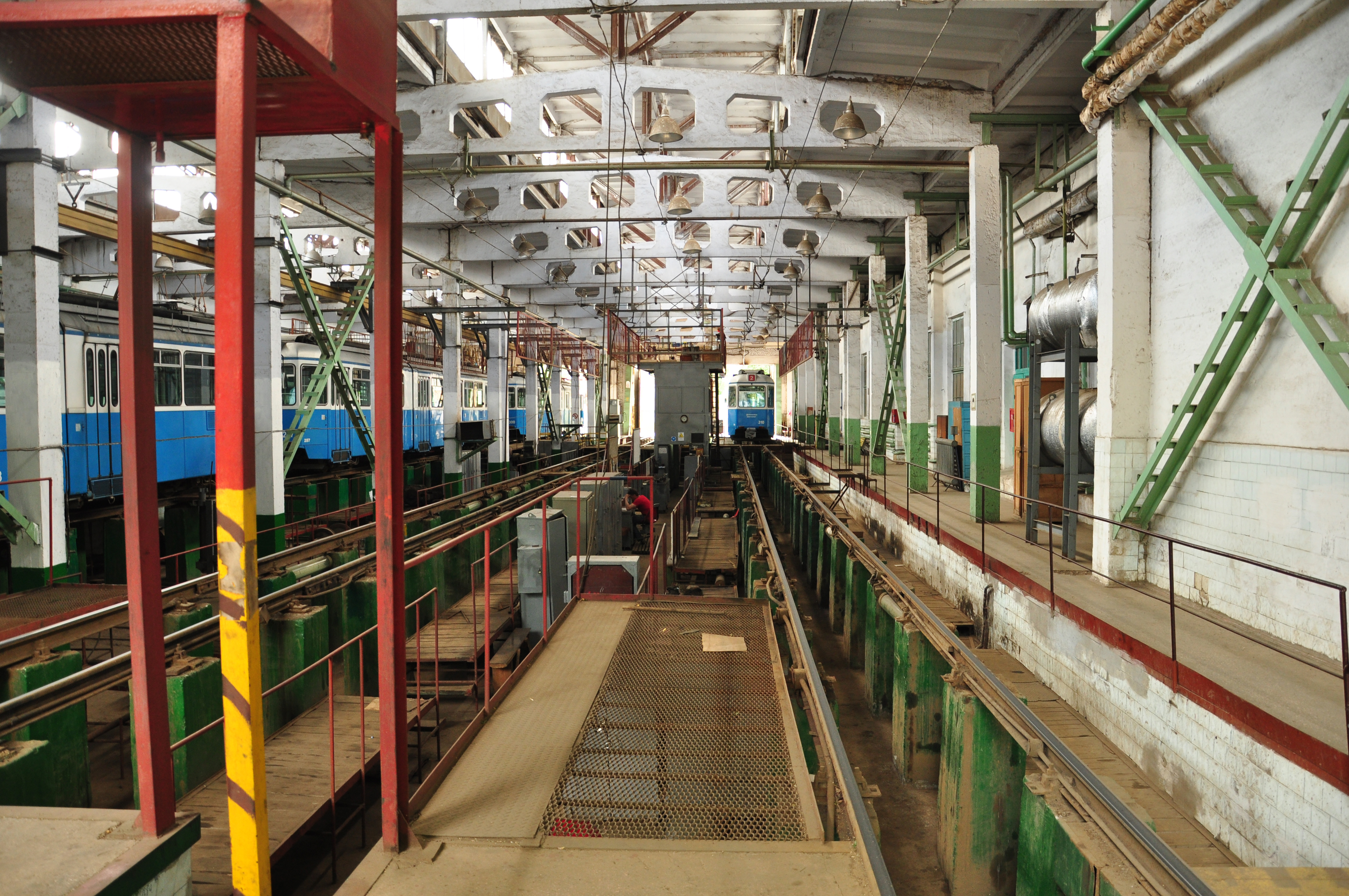
Інтер'єр вінницького трамвайного депо

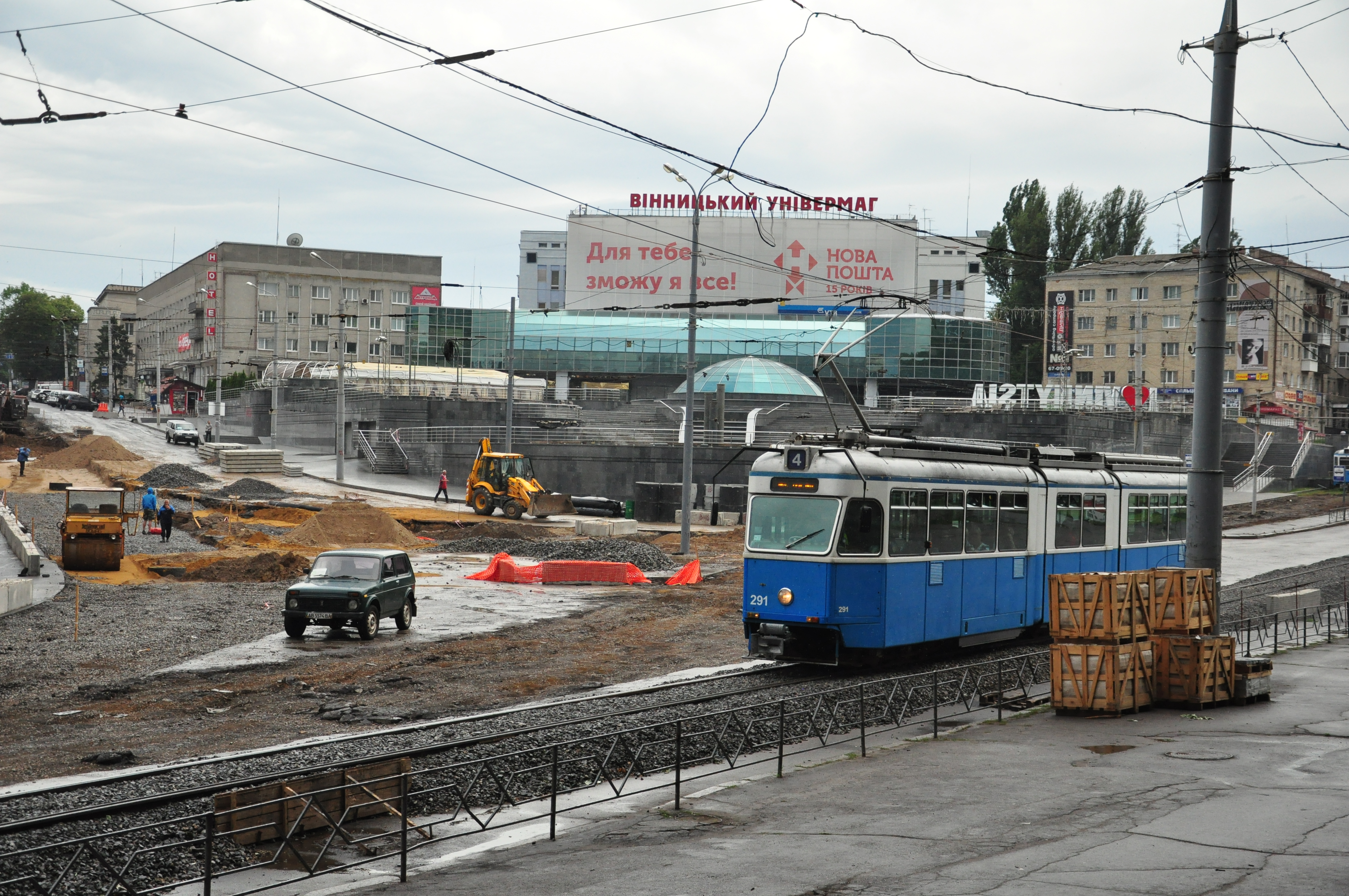
Тимчасові трамвайні колії, прокладені на площі Гагаріна на час реконструкції, 2016 рік

Трамвай працював і під час подій 1917—1919 років, проте 1920 року рух було призупинено і відновлено лише наприкінці листопада 1921 року.
У 1932 році відбулося перше після 1914 року розширення мережі — вулицею Пирогова до лікарні було прокладено нову лінію. Перед німецько-радянською війною розпочалося будівництво нової лінії вулицею Фрунзе (нині — вул. Академіка Янгеля) до хімкомбінату та трамвайного депо, проте цим планам завадила війна.
Рух на початку війни припинився, але за часів німецької окупації, у травні 1942 року трамвайний рух було відновлено. Місто було звільнено 20 березня 1944 року, трамвайна мережа внаслідок бойових дій зазнала руйнувань, рух відновлений був лише за рік. Через заборону руху трамваїв мостами через річку Південний Буг, існувало дві ізольовані мережі, тому до 1949 року не було наскрізного руху через мости.
У 1950 році було відновлено лінію до Військового містечка та побудована проєктована ще до війни лінія до хімічного комбінату.
У 1955 році відкрита нова лінія Хмельницьким шосе до нового трамвайного депо, що будувалося замість старого, старе ж депо через будівництво нового мосту було знесене. Новий міст через річку Південний Буг було відкрито того ж таки 1955 року.
У 1957—1959 роках за дві черги подовжено лінію вулицею Пирогова до лікарні імені Ющенка.
У 1960-ті роки відбулося подовження існуючих ліній: 1963 року відкрита лінія вулицею Червоноармійською (в бік хімкомбінату), того ж року лінію Хмельницьким шосе подовжено до зупинки «Лісова», а 1966 року — далі, до міської межі (Барське шосе), 1968 року лінію вулицею Пирогова дещо подовжено на південь, до сучасної кінцевої зупинки «Електромережа» завдовжки 30 км.
У 1977 році демонтована лінія у східній частині проспекту Коцюбинського, натомість трамваї до залізничного вокзалу почали прямувати в об'їзд вулицями Замостянською, Академіка Янгеля та Батозькою.
Наступне розширення мережі відбулося 1986 та 1992 року — у дві черги була побудована лінія на житловий масив «Вишенька» вулицею Келецькою.
У 2003 році, на честь 90-річчя вінницького трамвая, встановлений пам'ятний знак, що складається з кам'яної пам'ятної дошки, який встановлений на початку вулиці Соборної, на її парному боці, там де колись розташовувалося колишнє трамвайне депо.

З 2006 року Вінниця співпрацює із швейцарським містом Цюрихом у питанні поставок трамваїв. До 2011 року до міста надійшло 116 вживаних трамвайних вагонів, які після капітального ремонту експлуатуються на трамвайних маршрутах міста.

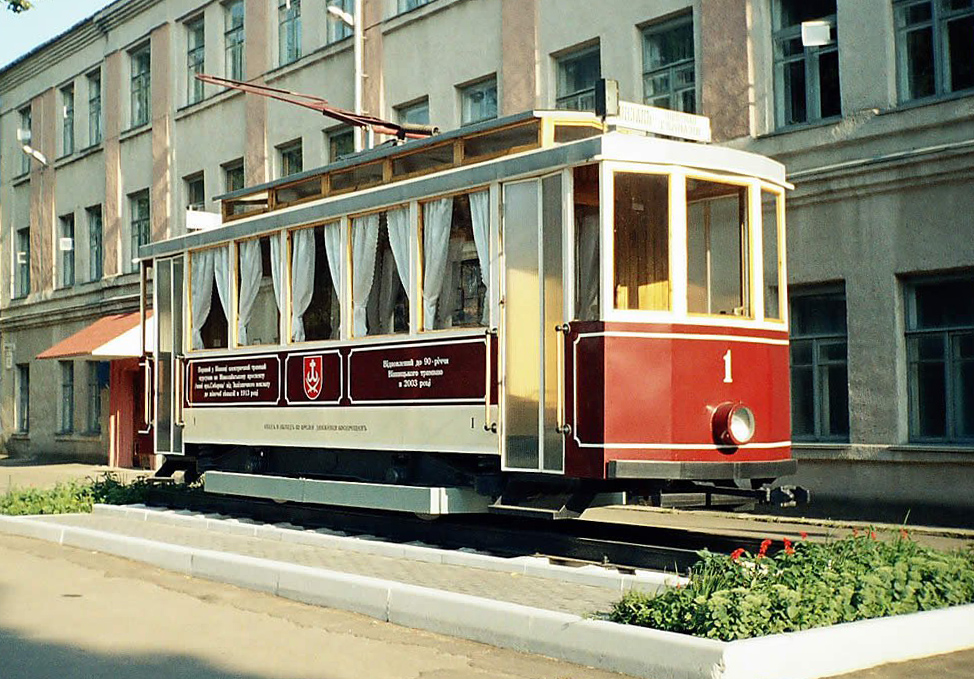
Пам'ятник трамваю біля трамвайного депо

У 2012 році відновлене законсерване будівництво трамвайної колії вулицею Келецькою та Барським шосе, від ринку «Вишенька» до автовокзалу «Західний» (завдовжки 2 км). Будівництво тривало цілодобово без вихідних понад 2 роки і було закінчено наприкінці 2014 року. 19 грудня 2014 року цю дільницю колії було відкрито. Маршрут № 6 було подовжено до Західного автовокзалу, а маршрут № 2 став кільцевим. Старе розворотне кільце збережено.
У 2013 році, на честь 100-річчя вінницького трамвая, відкрито «Музей Вінницького трамвая» та отримала назву одна із зупинок новозбудованого кільця.
19 грудня 2015 року, закінчено будівництво розворотної колійної вставки біля ринку «Урожай», і відкрито новий трамвайний маршрут № 3 «Вишенька — Електромережа».
У 2015 році на базі трамвайного депо проведений капітально-відновлювальний ремонт трамвайного вагона № 224, який зазнав глибокої модернізації. Вагон був представлений вінничанам на день міста і отримав назву «VinWay» — Вінницький шлях.
У 2016 році на маршрути міста виїхали ще два трамвайних вагони — 32-метровий KT4UA «VinWay» та 16-метровий T4UA «VinWay». Серед переваг — низькопідлогова вставка посередині для зручності маломобільних пасажирів та доступ до Wi-Fi. З комплектуючих, «VinWay» — частково українського та чеського виробництва. Із заводського комплекту у трамваях залишився лише візок, а ось, наприклад, зовнішні деталі кузова розробило вінницьке підприємство, сидіння для салону було замовлено у Львові, а систему управління — в Чехії. Термін виготовлення одного вагона становив близько чотирьох місяців. Станом на 2018 рік у Вінниці зібрано 10 трамваїв власного виробництва «VinWay».
У грудні 2020 року стало відомо, що Вінниця підписала контракт із швейцарським Цюрихом про постачання 70 трамваїв Трам 2000. Як і минулого разу, трамваї дісталися місту безкоштовно. У 2022 році Вінницька транспортна компанія мала одержати з Цюриха 35 вживаних вагонів моделі Трам 2000.
В середині березня 2023 року зі Швейцарії до України відвантажено 8 трамвайних вагонів моделі «Tram 2000». 1 квітня 2023 року до Вінниці надійшов перший трамвай із партії вагонів відправлених з Цюриха. Вагони збудовані у 1970—1980-х роках. Доставку фінансував Державний секретаріат з економічних питань Швейцарії. «Tram 2000» — завдовжки 21,4 метра, 2,2 метра завширшки, пасажиромісткість — 50 сидячих та 54 стоячих місць. Загальний пробіг швейцарських трамваїв становить близько 2 млн км, проте, як зазначив муніципалітет Цюриху, вони в справному стані і можуть в подальшому експлуатуватися за призначенням. Троє працівників вінницького депо проходили у Цюриху навчання з ремонту та обслуговування трамваїв.

## Інфраструктура

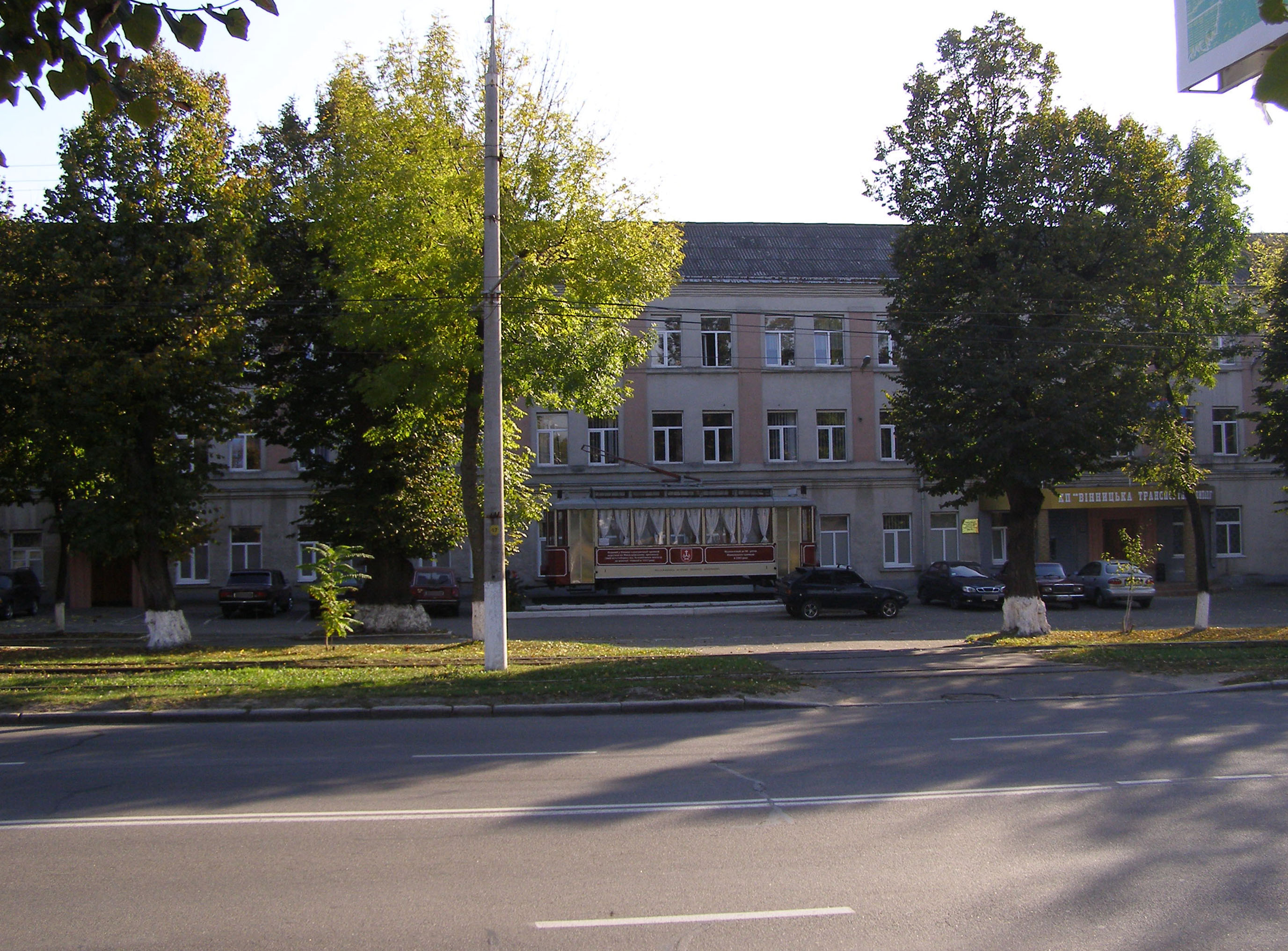
Вінницька транспортна компанія

Трамвайні колії пролягають від залізничного вокзалу до західних околиць міста, проходячи через центр. Ширина колії — 1000 мм. На більшій частині своєї протяжності трамвайні колії пролягають по окремому полотну — за винятком дільниці по мосту через річку Південний Буг та вулиці Соборної. Середня швидкість руху трамваїв трохи вище ніж тролейбусів і автобусів. Головна розв'язка знаходиться на площі Гагаріна. Трамвайні колії підтримуються працівниками підприємства «Вінницька транспортна компанія» в належному стані, регулярно здійснюється поточний ремонт та їх реконструкція.
У 2016 році було проведено капітальну реконструкцію площі Гагаріна з повною заміною трамвайних колій. Під час реконструкції трамваї продовжували рух через площу по спеціально прокладених тимчасових коліях.
Після завершення будівельних робіт на площі Гагаріна суттєво зросла аварійність, внаслідок чого місто провело додаткову реорганізацію схеми організації дорожнього руху, яка полягала у звуженні смуг руху, відокремленні трамвайних колій делініаторами, створенням захищеної пішохідної зони по центру перехрестя та організацією додаткових пішохідних переходів.
При рекононструкції вул. Замостянської у 2018 році вперше в Україні було влаштовано трамвайні зупинки з підняттими до рівня тротуару смугами руху (т. зв. зупинки віденського типу)
Трамвайне депо розташоване поблизу рогу Хмельницького шосе та вулиці Трамвайної.
| Реалізовані проекти розвитку трамвайної інфраструктури м. Вінниці  | Реалізовані проекти розвитку трамвайної інфраструктури м. Вінниці      | Реалізовані проекти розвитку трамвайної інфраструктури м. Вінниці | Реалізовані проекти розвитку трамвайної інфраструктури м. Вінниці | Реалізовані проекти розвитку трамвайної інфраструктури м. Вінниці | Реалізовані проекти розвитку трамвайної інфраструктури м. Вінниці | Реалізовані проекти розвитку трамвайної інфраструктури м. Вінниці | Реалізовані проекти розвитку трамвайної інфраструктури м. Вінниці |
| Проект                                                             | Характер робіт                                                         | Довжина, км                                                       | Початок робіт, рік                                                | Завершення робіт, рік                                             | Генеральний підрядник                                             | Генеральний проектувальник                                        | Вартість будівництва                                              |
| ------------------------------------------------------------------ | ---------------------------------------------------------------------- | ----------------------------------------------------------------- | ----------------------------------------------------------------- | ----------------------------------------------------------------- | ----------------------------------------------------------------- | ----------------------------------------------------------------- | ----------------------------------------------------------------- |
| Вул. Батозька (від просп. Коцюбинського до вул. Академіка Янгеля.) | Реконструкція вулиці                                                   | 0,8                                                               | 2021                                                              | роботи тривають                                                   | ПП “Б.В.В-БУД”                                                    | ТОВ «Подільський проєктний інститут»                              | 261,78 млн грн                                                    |
| Площа Гагаріна                                                     | Зміна розмітки та організації дорожнього руху на площі                 |                                                                   | 2020                                                              | 2020                                                              |                                                                   | Urban Consalting Group                                            | 2 млн грн                                                         |
| Вул. Замостянська                                                  | Реконструкція вулиці                                                   | 1,02                                                              | 2018                                                              | 2019                                                              | ТОВ «ШляхБуд»                                                     |                                                                   | 164 млн грн                                                       |
| Вул. Келецька                                                      | Заміна трамвайних колій на перехрестях з вул. Юності та вул. 600-річчя | 0,388                                                             | 2017                                                              | 2017                                                              |                                                                   |                                                                   | 9,8 млн грн                                                       |
| Площа Гагаріна                                                     | Реконструкція площі                                                    | 0,959                                                             | травень 2016                                                      | вересень 2016                                                     | КП "Вінницька транспортна компанія"                               | ТзОВ "Львівська проектно-будівельна компанія"                     | 34,65 млн грн                                                     |
| Вул. Келецька та Барське шосе                                      | Реконструкція вулиці з прокладанням нових трамвайних колій             | 2,01                                                              | 2008                                                              | 2014                                                              | Шляхбудматеріали                                                  |                                                                   | 87 млн грн                                                        |
|                                                                    |                                                                        |                                                                   |                                                                   |                                                                   |                                                                   |                                                                   |                                                                   |

## Маршрути

### Наявні маршрути
|  |  |  |  |

|  |  |  |  |

|  |  |  |  |

|  |  |  |  |

|  |  |  |  |

|  |  |

|  |  |

|  |  |

|  |  |

|  |  |  |  |

|  |  |

|  |  |

|  |  |

|  |  |  |  |

|  |  |  |  |

|  |  |  |  |

|  |  |

|  |  |

|  |  |

|  |  |  |  |

|  |  |  |  |

|  |  |  |  |

|  |  |

|  |  |

|  |  |

|  |  |

|  |  |  |  |

|  |  |  |  |

|  |  |  |  |

|  |  |  |  |

|  |  |  |  |

|  |  |

|  |  |

|  |  |

|  |  |

|  |  |  |  |

|  |  |

|  |  |

|  |  |

|  |  |  |  |

|  |  |  |  |

|  |  |  |  |

|  |  |

|  |  |

|  |  |

|  |  |  |  |

|  |  |  |  |

|  |  |  |  |

|  |  |

|  |  |

|  |  |

|  |  |

|  |  |  |  |

|  |  |  |  |

|  |  |  |  |

|  |  |  |  |

|  |  |  |  |

|  |  |

|  |  |

|  |  |

|  |  |

|  |  |  |  |

|  |  |

|  |  |

|  |  |

|  |  |  |  |

|  |  |  |  |

|  |  |  |  |

|  |  |

|  |  |

|  |  |

|  |  |  |  |

|  |  |  |  |

|  |  |  |  |

|  |  |

|  |  |

|  |  |

|  |  |

|  |  |  |  |

|  |  |  |  |

|  |  |  |  |

|  |  |  |  |

|  |  |  |  |

|  |  |

|  |  |

|  |  |

|  |  |

|  |  |  |  |

|  |  |

|  |  |

|  |  |

|  |  |  |  |

|  |  |  |  |

|  |  |  |  |

|  |  |

|  |  |

|  |  |

|  |  |  |  |

|  |  |  |  |

|  |  |  |  |

|  |  |

|  |  |

|  |  |

|  |  |

|  |  |  |  |  |  |

|  |  |  |  |  |  |

|  |  |  |  |  |  |

|  |  |  |  |  |  |

|  |  |  |  |  |  |

|  |  |  |  |  |  |

|  |  |  |  |  |  |

|  |  |  |  |  |  |

|  |  |  |  |  |  |

|  |  |  |  |  |  |

|  |  |  |  |  |  |

|  |  |  |  |  |  |

|  |  |  |  |  |  |  |  |

|  |  |  |  |  |  |

|  |  |  |  |  |  |  |  |

|  |  |  |  |

|  |  |  |  |  |  |

|  |  |  |  |  |  |

|  |  |  |  |  |  |

|  |  |  |  |  |  |

|  |  |  |  |  |  |

|  |  |  |  |  |  |

|  |  |  |  |  |  |

|  |  |  |  |  |  |

|  |  |  |  |  |  |

|  |  |  |  |  |  |

|  |  |  |  |  |  |

|  |  |  |  |  |  |

|  |  |  |  |  |  |  |  |

|  |  |  |  |  |  |

|  |  |  |  |  |  |  |  |

|  |  |  |  |

|  |  |  |  |  |  |

|  |  |  |  |  |  |

|  |  |  |  |  |  |

|  |  |  |  |  |  |

|  |  |  |  |  |  |

|  |  |  |  |  |  |

|  |  |  |  |  |  |

|  |  |  |  |  |  |

|  |  |  |  |  |  |

|  |  |  |  |  |  |

|  |  |  |  |  |  |

|  |  |  |  |  |  |

|  |  |  |  |  |  |  |  |

|  |  |  |  |  |  |

|  |  |  |  |  |  |  |  |

|  |  |  |  |

|  |  |  |  |  |  |

|  |  |  |  |  |  |

|  |  |  |  |  |  |

|  |  |  |  |  |  |

|  |  |  |  |  |  |

|  |  |  |  |  |  |

|  |  |  |  |  |  |

|  |  |  |  |  |  |

|  |  |  |  |  |  |

|  |  |  |  |  |  |

|  |  |  |  |  |  |

|  |  |  |  |  |  |

|  |  |  |  |  |  |  |  |

|  |  |  |  |  |  |

|  |  |  |  |  |  |  |  |

|  |  |  |  |

|  |  |  |  |

|  |  |

|  |  |  |  |

|  |  |  |  |

|  |  |

|  |  |

|  |  |

|  |  |

|  |  |

|  |  |

|  |  |

|  |  |

|  |  |

|  |  |

|  |  |

|  |  |

|  |  |

|  |  |  |  |

|  |  |  |  |

|  |  |  |  |

|  |  |

|  |  |

|  |  |

|  |  |

|  |  |  |  |

|  |  |

|  |  |  |  |

|  |  |  |  |

|  |  |

|  |  |

|  |  |

|  |  |

|  |  |

|  |  |

|  |  |

|  |  |

|  |  |

|  |  |

|  |  |

|  |  |

|  |  |

|  |  |  |  |

|  |  |  |  |

|  |  |  |  |

|  |  |

|  |  |

|  |  |

|  |  |

|  |  |  |  |

|  |  |

|  |  |  |  |

|  |  |  |  |

|  |  |

|  |  |

|  |  |

|  |  |

|  |  |

|  |  |

|  |  |

|  |  |

|  |  |

|  |  |

|  |  |

|  |  |

|  |  |

|  |  |  |  |

|  |  |  |  |

|  |  |  |  |

|  |  |

|  |  |

|  |  |

|  |  |

|  |  |  |  |

|  |  |

|  |  |  |  |

|  |  |  |  |

|  |  |

|  |  |

|  |  |

|  |  |

|  |  |

|  |  |

|  |  |

|  |  |

|  |  |

|  |  |

|  |  |

|  |  |

|  |  |

|  |  |  |  |

|  |  |  |  |

|  |  |  |  |

|  |  |

|  |  |

|  |  |

|  |  |

|  |  |  |  |

|  |  |  |  |

|  |  |  |  |

|  |  |  |  |

|  |  |  |  |

|  |  |

|  |  |

|  |  |

|  |  |

|  |  |  |  |

|  |  |

|  |  |

|  |  |

|  |  |  |  |

|  |  |  |  |  |  |

|  |  |  |  |

|  |  |

|  |  |

|  |  |

|  |  |  |  |

|  |  |

|  |  |

|  |  |

|  |  |

|  |  |

|  |  |

|  |  |  |  |

|  |  |  |  |

|  |  |

|  |  |  |  |

|  |  |  |  |

|  |  |  |  |

|  |  |  |  |

|  |  |  |  |

|  |  |  |  |

|  |  |

|  |  |

|  |  |

|  |  |

|  |  |  |  |

|  |  |

|  |  |

|  |  |

|  |  |  |  |

|  |  |  |  |  |  |

|  |  |  |  |

|  |  |

|  |  |

|  |  |

|  |  |  |  |

|  |  |

|  |  |

|  |  |

|  |  |

|  |  |

|  |  |

|  |  |  |  |

|  |  |  |  |

|  |  |

|  |  |  |  |

|  |  |  |  |

|  |  |  |  |

|  |  |  |  |

|  |  |  |  |

|  |  |  |  |

|  |  |

|  |  |

|  |  |

|  |  |

|  |  |  |  |

|  |  |

|  |  |

|  |  |

|  |  |  |  |

|  |  |  |  |  |  |

|  |  |  |  |

|  |  |

|  |  |

|  |  |

|  |  |  |  |

|  |  |

|  |  |

|  |  |

|  |  |

|  |  |

|  |  |

|  |  |  |  |

|  |  |  |  |

|  |  |

|  |  |  |  |

|  |  |  |  |

|  |  |  |  |

|  |  |  |  |

|  |  |  |  |

|  |  |  |  |

|  |  |

|  |  |

|  |  |

|  |  |

|  |  |  |  |

|  |  |

|  |  |

|  |  |

|  |  |  |  |

|  |  |  |  |  |  |

|  |  |  |  |

|  |  |

|  |  |

|  |  |

|  |  |  |  |

|  |  |

|  |  |

|  |  |

|  |  |

|  |  |

|  |  |

|  |  |  |  |

|  |  |  |  |

|  |  |

|  |  |  |  |

|  |  |  |  |

|  |  |

|  |  |  |  |

|  |  |  |  |

|  |  |

|  |  |

|  |  |

|  |  |

|  |  |

|  |  |

|  |  |  |  |

|  |  |

|  |  |

|  |  |

|  |  |

|  |  |  |  |

|  |  |  |  |  |  |

|  |  |  |  |

|  |  |

|  |  |

|  |  |

|  |  |  |  |

|  |  |  |  |

|  |  |  |  |

|  |  |

|  |  |

|  |  |

|  |  |

|  |  |  |  |

|  |  |

|  |  |  |  |

|  |  |  |  |

|  |  |

|  |  |

|  |  |

|  |  |

|  |  |

|  |  |

|  |  |  |  |

|  |  |

|  |  |

|  |  |

|  |  |

|  |  |  |  |

|  |  |  |  |  |  |

|  |  |  |  |

|  |  |

|  |  |

|  |  |

|  |  |  |  |

|  |  |  |  |

|  |  |  |  |

|  |  |

|  |  |

|  |  |

|  |  |

|  |  |  |  |

|  |  |

|  |  |  |  |

|  |  |  |  |

|  |  |

|  |  |

|  |  |

|  |  |

|  |  |

|  |  |

|  |  |  |  |

|  |  |

|  |  |

|  |  |

|  |  |

|  |  |  |  |

|  |  |  |  |  |  |

|  |  |  |  |

|  |  |

|  |  |

|  |  |

|  |  |  |  |

|  |  |  |  |

|  |  |  |  |

|  |  |

|  |  |

|  |  |

|  |  |

|  |  |  |  |

|  |  |

|  |  |  |  |

|  |  |  |  |

|  |  |

|  |  |

|  |  |

|  |  |

|  |  |

|  |  |

|  |  |  |  |

|  |  |

|  |  |

|  |  |

|  |  |

|  |  |  |  |

|  |  |  |  |  |  |

|  |  |  |  |

|  |  |

|  |  |

|  |  |

|  |  |  |  |

|  |  |  |  |

|  |  |  |  |

|  |  |

|  |  |

|  |  |

|  |  |

|  |  |  |  |

|  |  |  |  |

|  |  |  |  |

|  |  |  |  |

|  |  |  |  |

|  |  |

|  |  |

|  |  |

|  |  |

|  |  |  |  |

|  |  |

|  |  |

|  |  |

|  |  |  |  |

|  |  |  |  |

|  |  |  |  |

|  |  |

|  |  |

|  |  |

|  |  |  |  |

|  |  |  |  |  |  |

|  |  |  |  |

|  |  |

|  |  |

|  |  |

|  |  |

|  |  |

|  |  |

|  |  |

|  |  |

|  |  |

|  |  |

|  |  |

|  |  |

|  |  |

|  |  |  |  |

|  |  |  |  |

|  |  |

|  |  |

|  |  |  |  |

|  |  |  |  |

|  |  |  |  |

|  |  |  |  |

|  |  |  |  |

|  |  |

|  |  |

|  |  |

|  |  |

|  |  |  |  |

|  |  |

|  |  |

|  |  |

|  |  |  |  |

|  |  |  |  |

|  |  |  |  |

|  |  |

|  |  |

|  |  |

|  |  |  |  |

|  |  |  |  |  |  |

|  |  |  |  |

|  |  |

|  |  |

|  |  |

|  |  |

|  |  |

|  |  |

|  |  |

|  |  |

|  |  |

|  |  |

|  |  |

|  |  |

|  |  |

|  |  |  |  |

|  |  |  |  |

|  |  |

|  |  |

|  |  |  |  |

|  |  |  |  |

|  |  |  |  |

|  |  |  |  |

|  |  |  |  |

|  |  |

|  |  |

|  |  |

|  |  |

|  |  |  |  |

|  |  |

|  |  |

|  |  |

|  |  |  |  |

|  |  |  |  |

|  |  |  |  |

|  |  |

|  |  |

|  |  |

|  |  |  |  |

|  |  |  |  |  |  |

|  |  |  |  |

|  |  |

|  |  |

|  |  |

|  |  |

|  |  |

|  |  |

|  |  |

|  |  |

|  |  |

|  |  |

|  |  |

|  |  |

|  |  |

|  |  |  |  |

|  |  |  |  |

|  |  |

|  |  |

|  |  |  |  |

|  |  |  |  |

|  |  |  |  |

|  |  |  |  |

|  |  |  |  |

|  |  |

|  |  |

|  |  |

|  |  |

|  |  |  |  |

|  |  |

|  |  |

|  |  |

|  |  |  |  |

|  |  |  |  |

|  |  |  |  |

|  |  |

|  |  |

|  |  |

|  |  |  |  |

|  |  |  |  |  |  |

|  |  |  |  |

|  |  |

|  |  |

|  |  |

|  |  |

|  |  |

|  |  |

|  |  |

|  |  |

|  |  |

|  |  |

|  |  |

|  |  |

|  |  |

|  |  |  |  |

|  |  |  |  |

|  |  |

|  |  |

### Скасовані маршрути

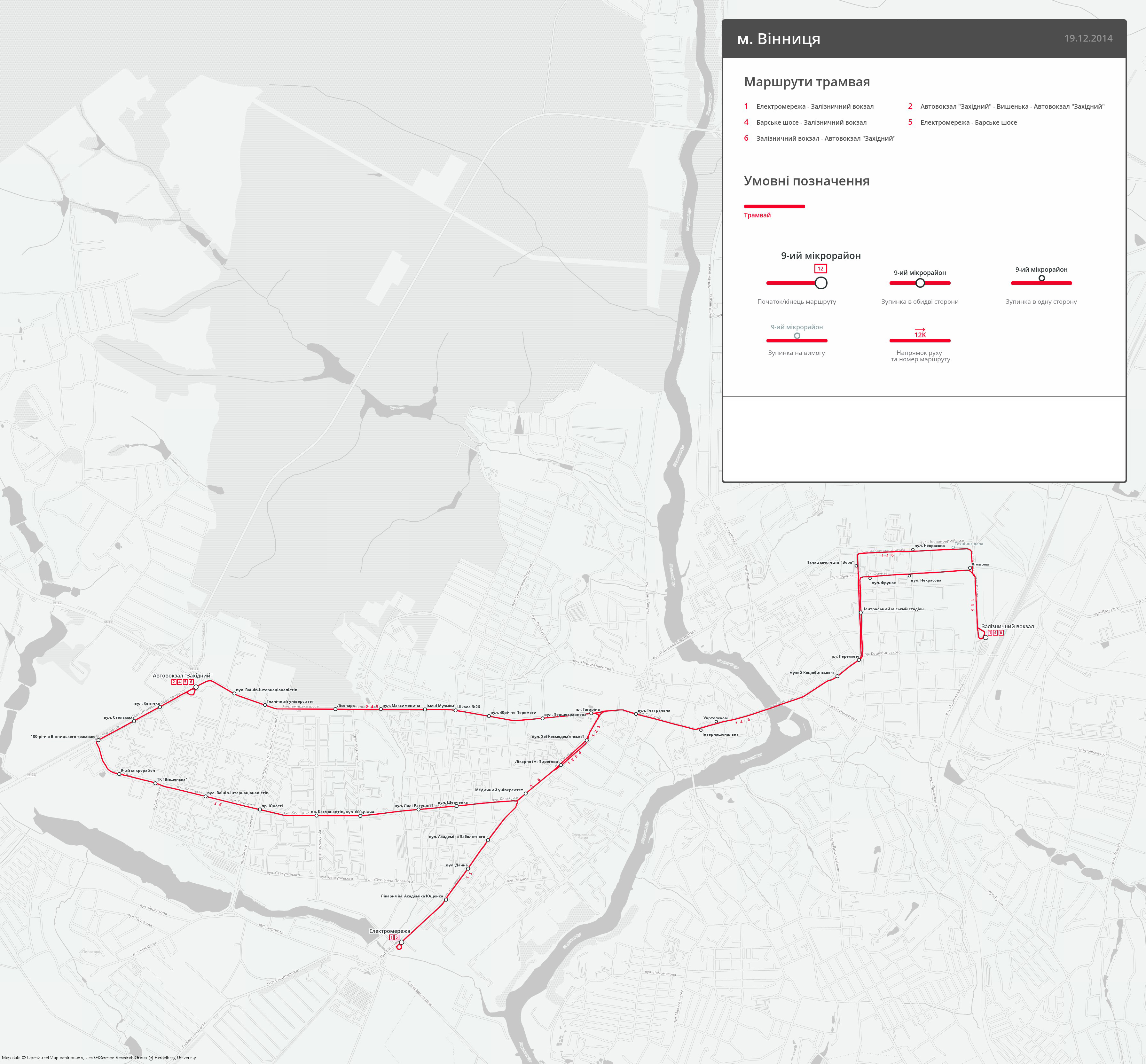
Схема маршрутів (2014)

| Схема | Маршрут                                      |
| ----- | -------------------------------------------- |
| 3     | Барське шосе — Будинок культури «Зоря»       |
| 7     | Електромережа — Будинок культури «Зоря»      |
| 8     | Вишенька — Будинок культури «Зоря»           |
| 9     | Залізничний вокзал — Будинок культури «Зоря» |

## Вартість проїзду
| Динаміка зростання вартості проїзду | Динаміка зростання вартості проїзду | Динаміка зростання вартості проїзду |
| Дата встановлення тарифу            | Вартість проїзду, ₴                 | Примітки                            |
| ----------------------------------- | ----------------------------------- | ----------------------------------- |
| До 31 травня 2011                   | 1,00                                |                                     |
| 1 червня 2011                       | 1,25                                |                                     |
| 1 травня 2013                       | 1,50                                |                                     |
| 1 серпня 2014                       | 2,00                                | [ 22 ]                              |
| 1 липня 2016                        | 3,00                                | [ 23 ]                              |
| 20 серпня 2018                      | 4,00                                | [ 24 ]                              |
| 1 серпня 2021                       | 8,00                                |                                     |

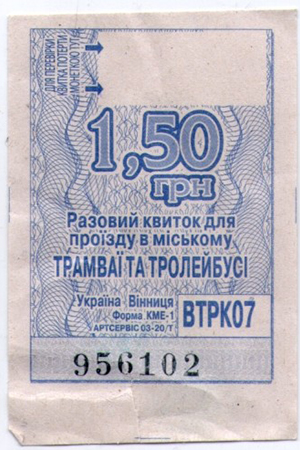
Трамвайний квиток зразка 2014 року

З 1 квітня 2021 року відновлено продаж паперових квитків за проїзд. Їх є можливість придбати за готівку у терміналах EasyPay. Вартість паперових квитків не відрізнялася від електронних — 4,00 грн (з 1серпня 2021 року — 8,00 грн). Однак оператор мережі бере з пасажира ще й комісію, яка складає додатково 1 гривню за кожен квиток.
З початку повномасштабного вторгнення рух після 23 відсутній.

## Рухомий склад

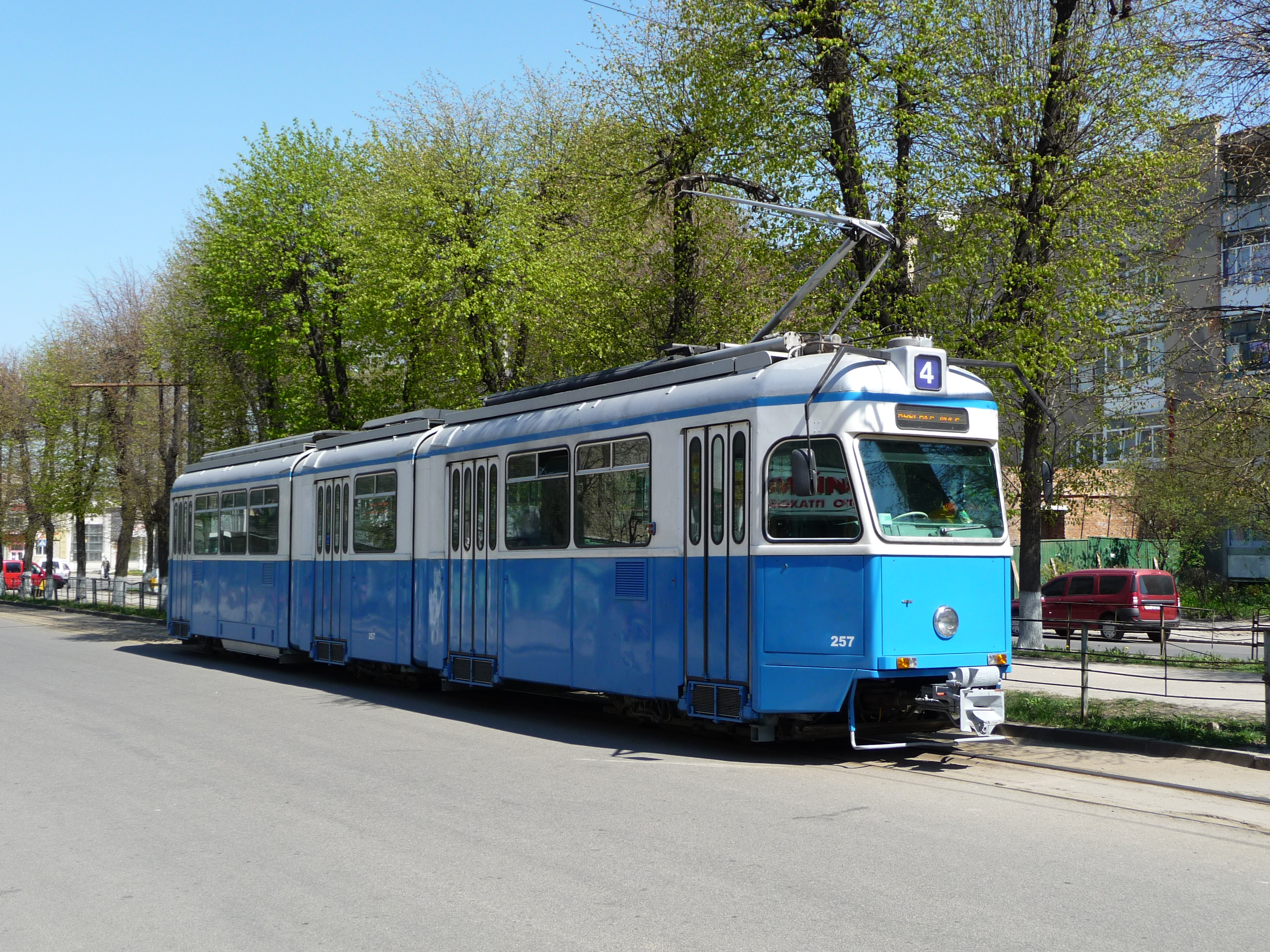
Цюрихський трамвай Be 4/6 Mirage

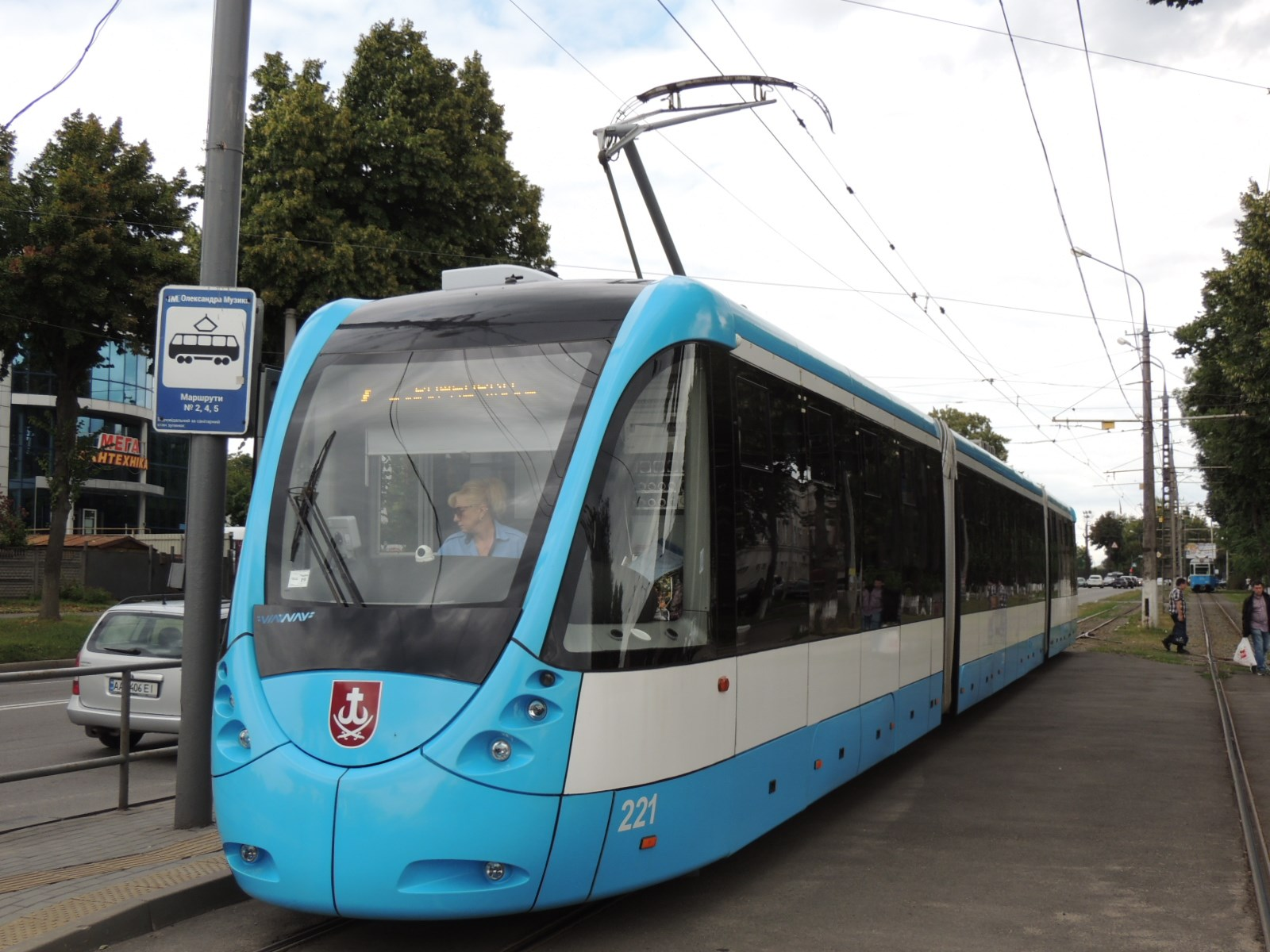
KT4UA «VinWay» (№ 221)

Основною одиницею лінійного рухомого складу станом на 2015 рік є швейцарські «Міражі».
Станом на 1 січня 2020 року на балансі КП «Вінницька транспортна компанія» перебуває 9 службових, 6 музейних та 150 лінійних вагонів, з яких:
- B4 Karpfen — 14 одиниць;
- Be 4/4 Karpfen — 13 одиниць.
- СХ-2 — 1
- Be 4/6 Mirage — 75
- Gotha-T57 — 2
- Tatra KT4SU — 27
- Tatra T4SU — 7[26]
- Tatra KT4MB «VinWay» — 1
- T4UA «VinWay» — 5
- KT4UA «VinWay» — 4.
- Be 4/6 Tram 2000—35, випуск станом на початок вересня 2023 складає 6-11 одиниць

24 серпня 2015 року, з нагоди Дня Незалежності України, було презентовано новий трамвай «VinWay», який створено на базі чеського вагона Tatra KT4SU. 4 листопада 2018 року на маршрут вийшов вже 10-й
трамвай VinWay.
У недавньому минулому у великій кількості експлуатувалися трамваї Tatra T4 (нині усі з них перероблені під службові різного призначення чи списані), а також зчленовані вагони типу Tatra KT4. Їх під службові не переробляли, але на маршрути вони виходять дуже рідко. У перспективі було заплановано після розширення трамвайної мережі їх капітально відремонтувати і експлуатувати на маршрутах міста. Раніше експлуатувалися вагони Gotha T57.
Восени 2006 року муніципалітет Цюриха повідомив про те, що Вінниці будуть подаровані тридцять вживаних трамваїв марки Be4/4 Karpfen, які раніше працювали в Цюриху. Швейцарці забезпечили додатково ремонтні комплекти і витратні матеріали, і навіть транспортування вагонів до Вінниці. Вони експлуатуються на трамвайних коліях міста із середини 2007 року і у використанні виявилися не гіршими вагонів типу Tatra KT4.
| Фото | Модель                                        | Кількість секцій | Довжина, м | Місць для сидіння | Рік виробництва | Низька підлога | Кількість, шт.                                             |
| ---- | --------------------------------------------- | ---------------- | ---------- | ----------------- | --------------- | -------------- | ---------------------------------------------------------- |
|      | Be 4/6 Mirage                                 | 3                | 20,9       | 43/47             | 1966-1969       | 0%             | 75                                                         |
|      | Be 4/4 Karpfen                                | 1                | 13,95      | 32                | 1959-1960       | 0%             | 13. 2 регулярних та туристичний, інші списані              |
|      | B4 Karpfen (причіпний вагон без кабіни водія) | 1                | 13,95      | 32                | 1959-1960       | 0%             | 14. не використовується                                    |
|      | Tram 2000                                     | 2                | 21,4       | 50                | 1976-1992       | 0%             | 35 (планована кількість на кінець 2023 року)               |
|      | Tatra KT4SU                                   | 2                | 18,1       | 34                | 1976-1988       | 0%             | 27. на лініях в 2023 їх 2, ішні списані/очікуюють списання |
|      | T4UA VinWay                                   | 1                | 16         | 20                | 2015-2018       | 20%            | 5                                                          |
|      | KT4MB VinWay                                  | 2                | 20         | 21                | 2015            | 0%             | 1                                                          |
|      | KT4UA VinWay                                  | 3                | 31         | 60                | 2015-2018       | 20%            | 4                                                          |
|      |                                               |                  |            |                   |                 | Загалом        | 174                                                        |

Музейний рухомий склад:
| Модель            | MAN       | К (С-900) | Lowa T54  | Lowa B54  | Gotha T57 | Gotha B57 | Gotha T59 | Gotha B59 | Gotha T62 | Gotha B62 | Tatra T4SU | Tatra KT4SU | Karpfen Be 4/4 | Karpfen B4 | Mirage Be 4/6 | Mirage Kühe Be 4/6 | FFA B4 |
| ----------------- | --------- | --------- | --------- | --------- | --------- | --------- | --------- | --------- | --------- | --------- | ---------- | ----------- | -------------- | ---------- | ------------- | ------------------ | ------ |
| Роки експлуатації | 1913—1950 | 1951—1977 | 1955—1971 | 1955—1971 | 1957—1980 | 1957—1980 | 1959—1980 | 1959—1980 | 1962—1980 | 1962—1980 | 1971—2007  | 1981—…      | 2007—…         | 2007—…     | 2008—…        | 2008—…             | 2008—… |
| Кількість         | 11        | 15        | 1         | 1         | 16        | 13        | 12        | 12        | 11        | 11        | 42         | 80          | 14             | 15         | 75            | 3                  | 11     |

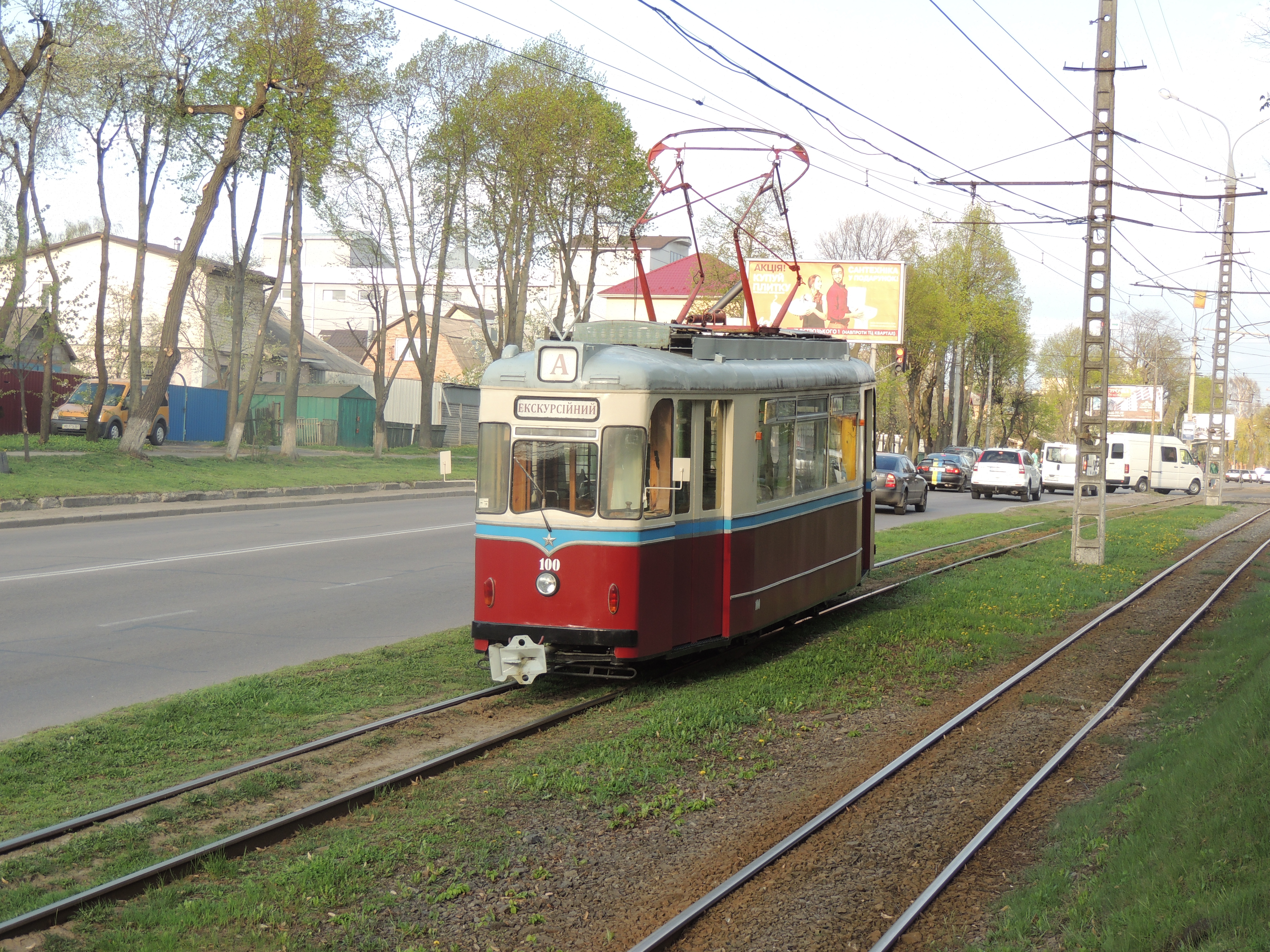
Gotha T57 (№ 100)

- відреставрований вагон, що належить до першого покоління вінницьких трамваїв, використовується в основному для екскурсій містом;
- Gotha T57 (№ 100) у 2013 році був переданий із Євпаторії і використовується лише з нагоди святкових заходів.
- Tatra T4SU
- Tatra KT4SU (№ 226)
- Be 4/6 Mirage Kühe (№ 264) — єдиний робочий вагон даної моделі в світі.

До музейних вагонів також можна додати макет-пам'ятник першого вінницького трамвая. Його було відновлено співробітниками вінницького ТТУ до 90-річчя відкриття трамвайного руху у місті. Знаходиться перед адміністративною будівлею трамвайного депо на Хмельницькому шосе.

## Проєкти розвитку

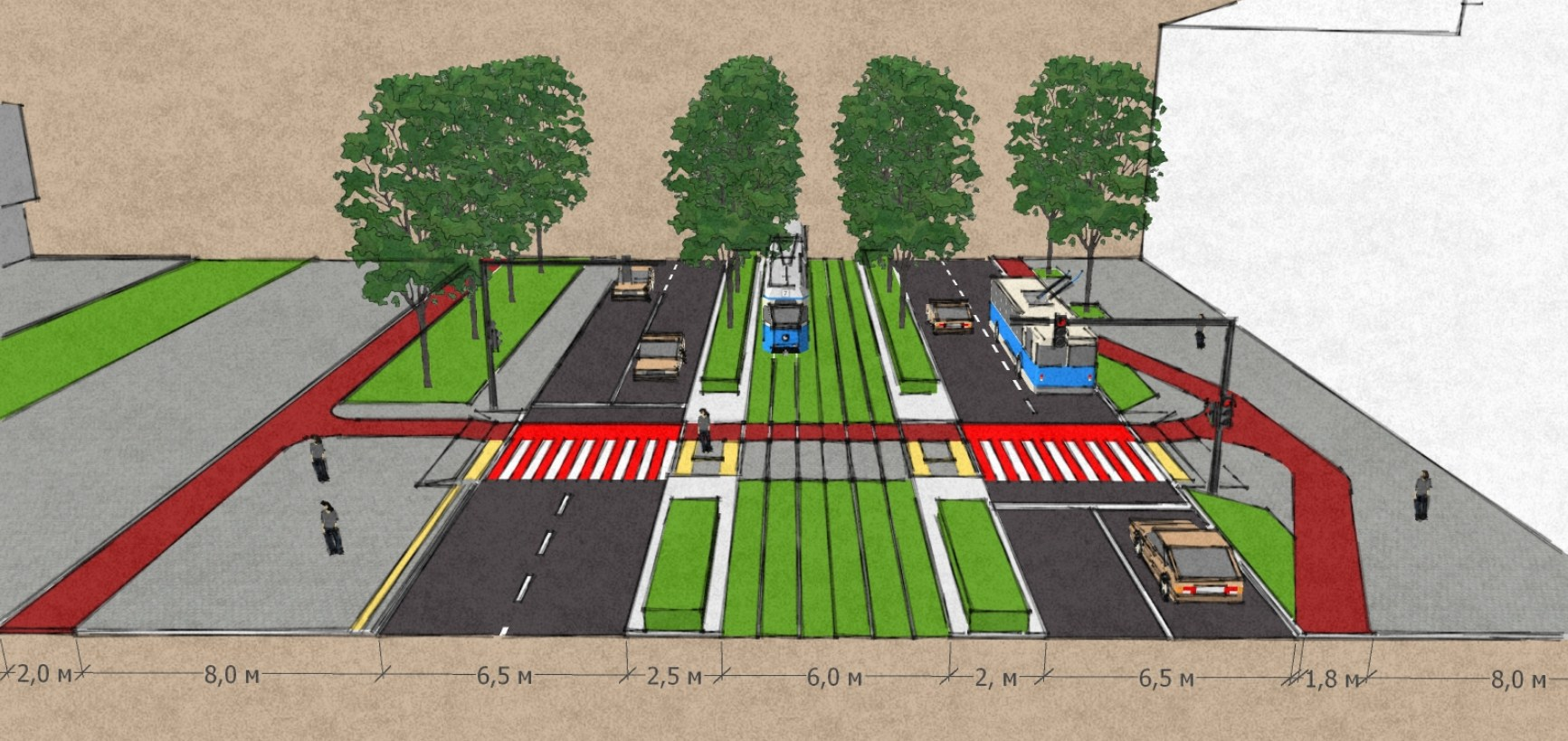
Принциповий переріз проспекту Коцюбинського з проєкту львівської команди

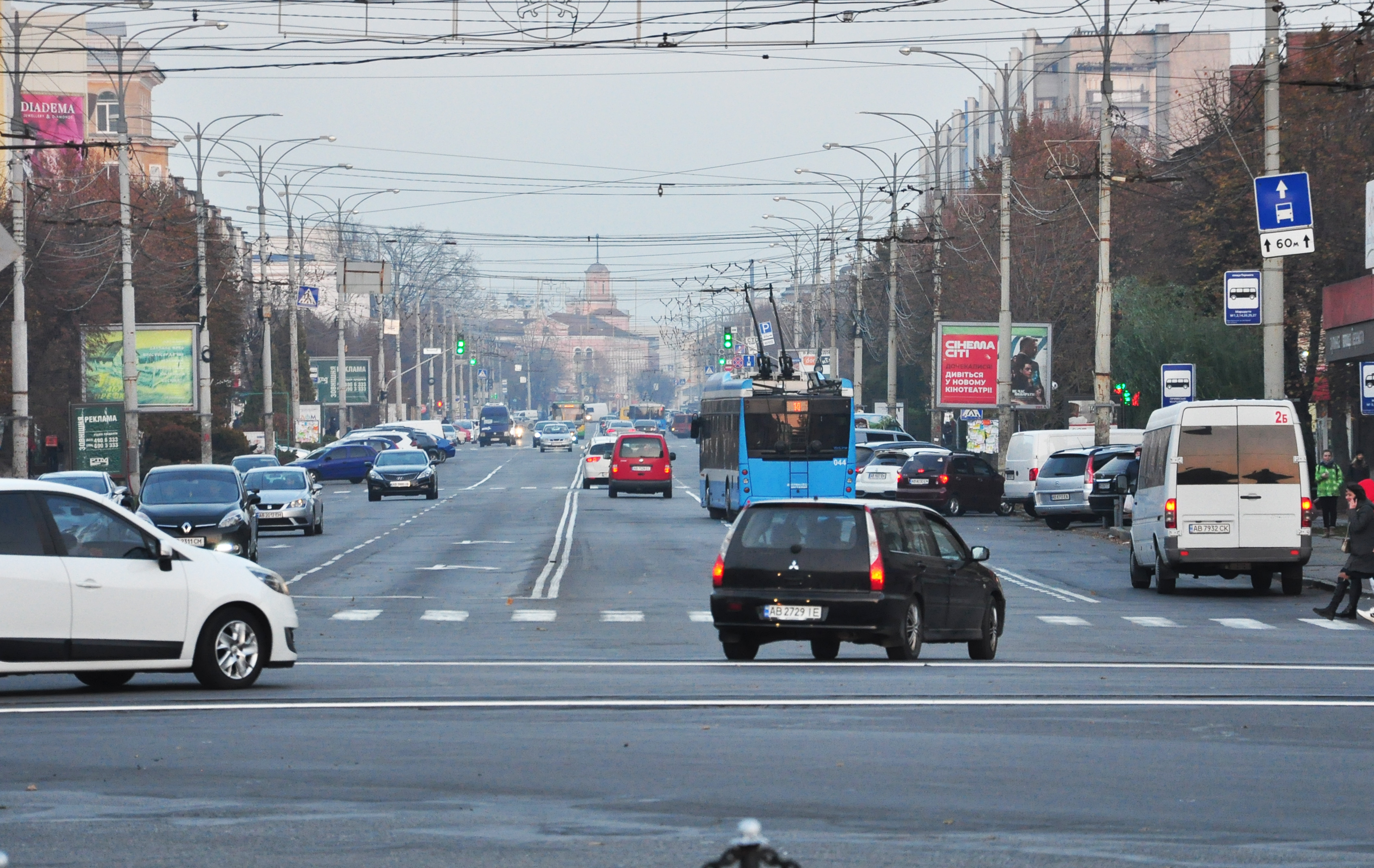
Теперішній вигляд проспекту Коцюбинського, 2021 рік

У 2018 році у Вінниці почалася робота над проєктом відновлення трамвайних колій на проспекті Коцюбинського, який сполучає залізничний вокзал із центром міста. Трамвайні колії на проспекті Коцюбинського існували до 1970-х років.
Робота відбувалася у форматі студії ідей, під час якої над своїми пропозиціями паралельно працювали чотири команди — з Києва, Львова, Івано-Франківська та Вінниці. 24 квітня 2018 року відбулася фінальна презентація напрацювань команд. За результатами цієї презентації найбільш оптимальним для подальшого більш глибокого опрацювання було визнано проєкт команди з Івано-Франківська.
6 лютого 2020 року виконавчий комітет Вінницької міської ради надав дозвіл на виготовлення проєктно кошторисної документації на основі пропозицій Івано-Франківських урбаністів. Цей проєкт повинен включати у себе проспект Коцюбинського, площу Привокзальну та частину вулиці Соборної на перетині з вул. Київською.
У квітні 2021 року Вінницька міська рада презентувала проєкт реконструкції привокзальної площі, який передбачає влаштування трамвайних зупинок та розворотного кільця у беспосередній близькості від будівлі вокзалу.
Існує також ідея трамваю на Академічний, котра не має великої перспективи станом на вересень 2023